# 小刺毛假糙苏
小刺毛假糙苏（学名：Paraphlomis setulosa）为唇形科假糙苏属下的一个种。

## 扩展阅读
- 維基物種上的相關：小刺毛假糙苏